# Chascanopsetta kenyaensis
Chascanopsetta kenyaensis är en fiskart som beskrevs av Hensley och Smale, 1998. Chascanopsetta kenyaensis ingår i släktet Chascanopsetta och familjen tungevarsfiskar. Inga underarter finns listade i Catalogue of Life.